# Dilettante
Il termine dilettante indica, in senso lato, chi svolge un'attività per diletto e senza scopo di lucro oppure senza una specifica competenza (con quest'ultimo significato è a volte usato in senso dispregiativo).
Le differenze tra dilettante e professionista, nella cultura occidentale moderna vengono soprattutto istituzionalizzate in alcuni ambiti, sono in realtà labili ed a livello di competenze non è escluso che un dilettante possa avere almeno pari capacità, ed a livello professionale è nota la differenza di prestazioni tra un lavoratore appassionato ovvero che si diletta del suo mestiere ed uno no.
Molti programmatori amatoriali hanno dato preziosi contributi nel campo della programmazione informatica attraverso il movimento l'open source; il teatro amatoriale ha dato e dà contributi di altissimo livello. Astronomia, storia, linguistica e le scienze naturali sono alcune delle discipline tra le miriadi di campi che beneficano delle attività dei dilettanti.
Charles Darwin e Gregor Mendel erano scienziati dilettanti. William Shakespeare e Leonardo da Vinci sono considerati artisti dilettanti e autodidatti nei loro campi di studio.
La radioastronomia è stata fondata da Grote Reber, un radioamatore; la radio stessa fu inventata da Guglielmo Marconi che altri non era che un elettricista dilettante.
Pierre de Fermat è stato un matematico influente la cui primaria vocazione era l'avvocatura.
La famosa pianista Maria Agata Szymanowskaera è considerata una musicista di formazione amatoriale.

## Dilettantismo sportivo
Viene usato anche in ambito sportivo per indicare l'atleta che gareggia in uno sport a titolo gratuito (non sport professionistico), o al massimo ricevendo un rimborso spese. 
Fino ad alcuni decenni fa la partecipazione ai Giochi olimpici era riservata unicamente ai dilettanti: i professionisti erano esclusi.
Oggi vigono in materia regolamenti diversi per i vari sport. Alcuni esempi:
- Nel calcio e nella pallacanestro il professionismo è ammesso, anche se limitato agli atleti delle società che partecipano ai campionati delle categorie più alte (nel calcio, in Italia, le serie A, B, C).
- Nel golf vi sono gare riservate ai dilettanti e gare aperte ai professionisti (Open). I dilettanti possono partecipare a queste ultime, ma sono esclusi dai premi in denaro.
- Nel pugilato vi sono federazioni sportive separate che regolano l'attività professionistica e quella dilettantistica.